# 水野由加里
水野 由加里（みずの ゆかり、1979年11月22日 - ）は、日本のタレント、歌手、リポーター。オールウェーブ・アソシエツ所属。大阪パフォーマンスドールの第2期メンバー。
大阪府東大阪市出身。2013年2月22日、JRA所属の黛弘人騎手と結婚。

## 出演

### 担当番組
- 先週の結果分析（グリーンチャンネル） - 司会
- 中央競馬中継（グリーンチャンネル） - パドック司会
- 明日の勝ち馬検討社 炎の十番勝負（グリーンチャンネル） - 秘書
- こんちわコンちゃんお昼ですょ!（MBSラジオ、2012年4月 - 2014年6月） - 木曜アシスタント

### 映画
- ガソリンゼロ
- イタズラなkiss（ネット配信） - 藤田五十鈴役

### 舞台
- きぐるみコリス「パラパラ天国」（2002年11月、スタジオはるか）
- PROPAGANDA STAGE 「飛龍伝～あのシュプレヒコールの波濤を越えて～」（2003年1月、東京芸術劇場小ホール２）

### オリジナルビデオ
- ANA国際便の「ゴルフレッスン」（ナレーション）